# Bupleurum lateriflorum
Bupleurum lateriflorum là một loài thực vật có hoa trong họ Hoa tán. Loài này được Coss. mô tả khoa học đầu tiên năm 1875.